# Buon Partito
Il Buon Partito (in turco İYİ Parti, İYİ) è un partito nazionalista, kemalista e secolarista turco, fondato dall'ex ministra Meral Akşener nel 2017.

## Storia
Il Buon Partito viene fondato nel 2017 dall'ex ministra dell'interno Meral Akşener con alcuni dissidenti del Partito del Movimento Nazionalista (MHP), fuoriusciti in seguito al sostegno del partito al 'Sì' in occasione del referendum costituzionale del 2017, e alcuni membri dell'ala destra del Partito Popolare Repubblicano (CHP).
Alle elezioni del 2018 forma con il CHP e il Partito della Felicità (SP) la coalizione Alleanza della Nazione, all'interno della quale ottiene il 9,96% dei voti e 43 seggi.

## Risultati elettorali

### Elezioni parlamentari
| Elezione | Voti      | %    | Seggi    | +/- |
| -------- | --------- | ---- | -------- | --- |
| 2018     | 4 990 710 | 9,96 | 43 / 600 |     |
| 2023     | 5 272 482 | 9,69 | 43 / 600 | -   |

### Elezioni presidenziali
| Elezione | Candidato     | Voti      | %    | Risultato |
| -------- | ------------- | --------- | ---- | --------- |
| 2018     | Meral Akşener | 3 649 030 | 7,29 | 4º posto  |